# Skolwebben
Skolwebben är ett internetbaserat verktyg för kommunikation mellan elever, lärare och målsmän. Det är utvecklat av det finsk-svenska företaget Tieto.